# Liouboml
Liouboml (en ukrainien : Лю́бомль et en russe : Любомль ; en polonais : Luboml) est une ville de l'oblast de Volhynie, en Ukraine, et le centre administratif du raïon de Liouboml. Sa population s'élevait à 11 000 habitants en 2024.

## Géographie
Liouboml est située près de la frontière polonaise, à 105 km au nord-ouest de Loutsk et à 465 km à l'ouest de Kiev.

## Histoire
La première mention de Liouboml remonte à 1287. Le droit de Magdebourg lui est accordé en 1541. La ville fait partie de l'Empire russe de 1795 à 1917. Elle redevient polonaise dans l'entre-deux-guerres.
Dans les années 1930, Liouboml était une ville de marché qui comprenait une florissante communauté juive d'environ 4 000 personnes à côté de 3 000 Ukrainiens et Polonais. En yiddish elle s'appelle Libivne. Pendant la Seconde Guerre mondiale, la quasi-totalité de la communauté juive de la ville disparaît dans la Shoah, à l'exception de 51 survivants.
Liouboml est annexée par l'Union soviétique après la Seconde Guerre mondiale et rattachée à la république socialiste soviétique d'Ukraine. Liouboml reçoit le statut de ville en 1951. Elle fait partie de l'Ukraine indépendante depuis 1991.

## Population
Recensements (*) ou estimations de la population :
| 1939  | 1959* | 1970* | 1979* | 1989*  | 2001*  |
| ----- | ----- | ----- | ----- | ------ | ------ |
| 8 100 | 5 639 | 6 237 | 8 265 | 10 124 | 10 395 |

| 2011   | 2012   | 2013   | 2014   | 2015   | 2016   |
| ------ | ------ | ------ | ------ | ------ | ------ |
| 10 129 | 10 178 | 10 246 | 10 274 | 10 397 | 10 438 |

## Patrimoine
Les principaux monuments de la ville sont l'église Saint-Georges, construite au XVIe siècle à la place d'une église orthodoxe du XIIIe siècle, qui occupait le site auparavant, et l'église de la Sainte-Trinité, qui remonte à 1412, mais a été reconstruite avec un clocher à partir de 1640.

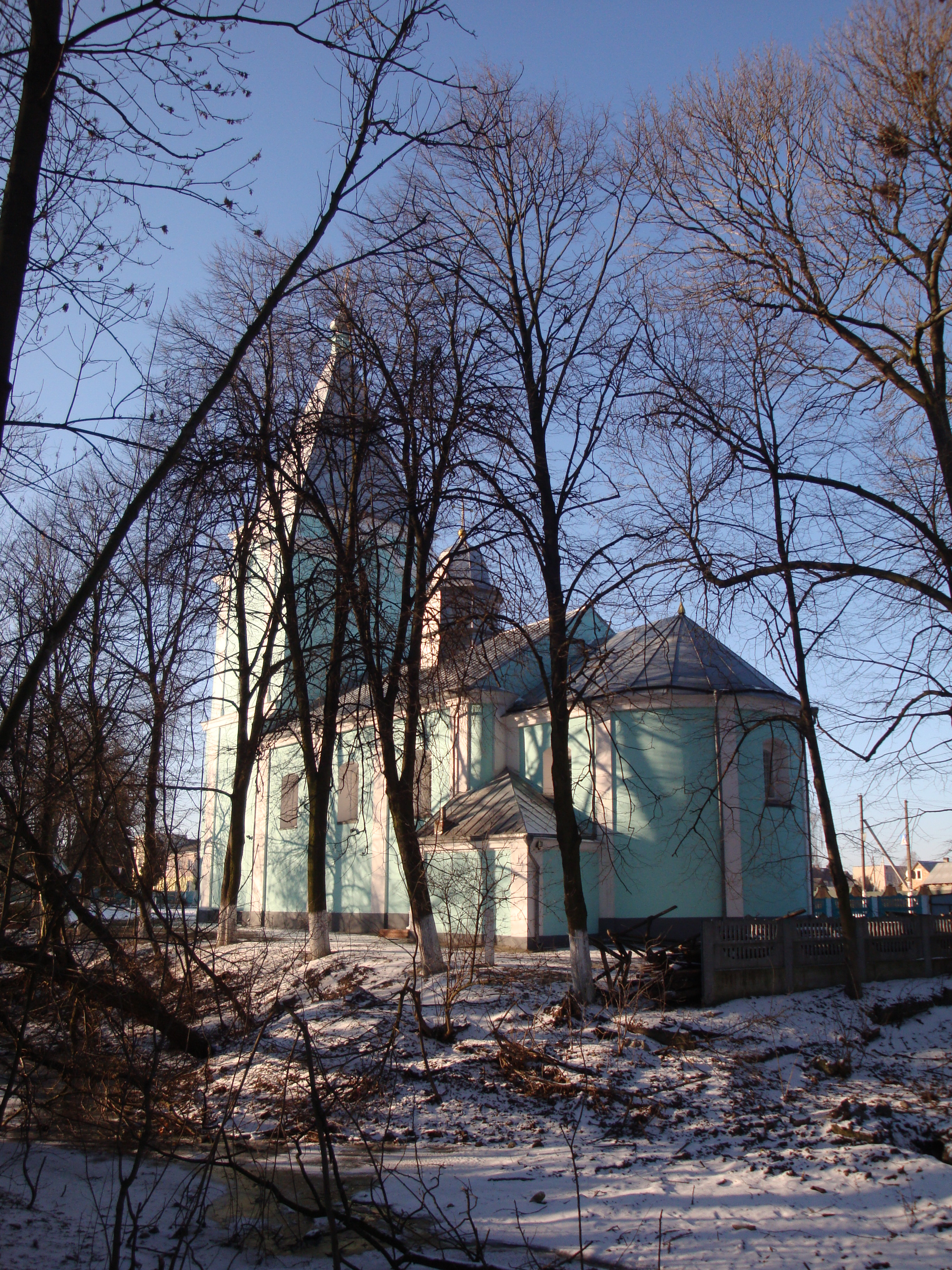
Côté sud-est de l'église orthodoxe Saint-Georges
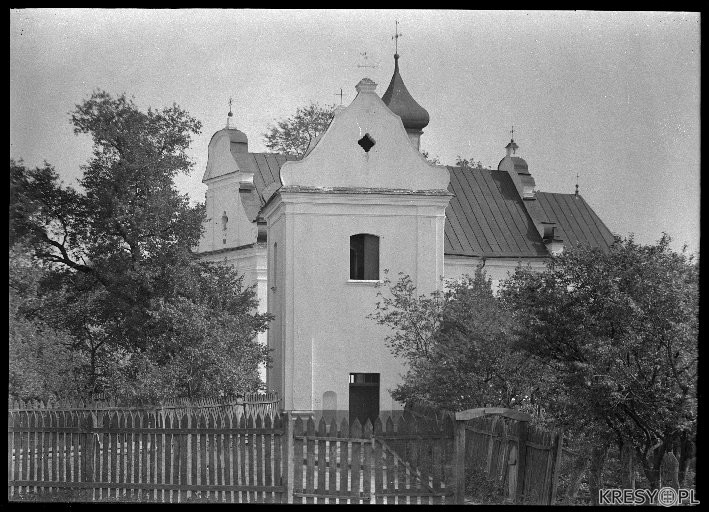
Église catholique de la Sainte-Trinité en 1925
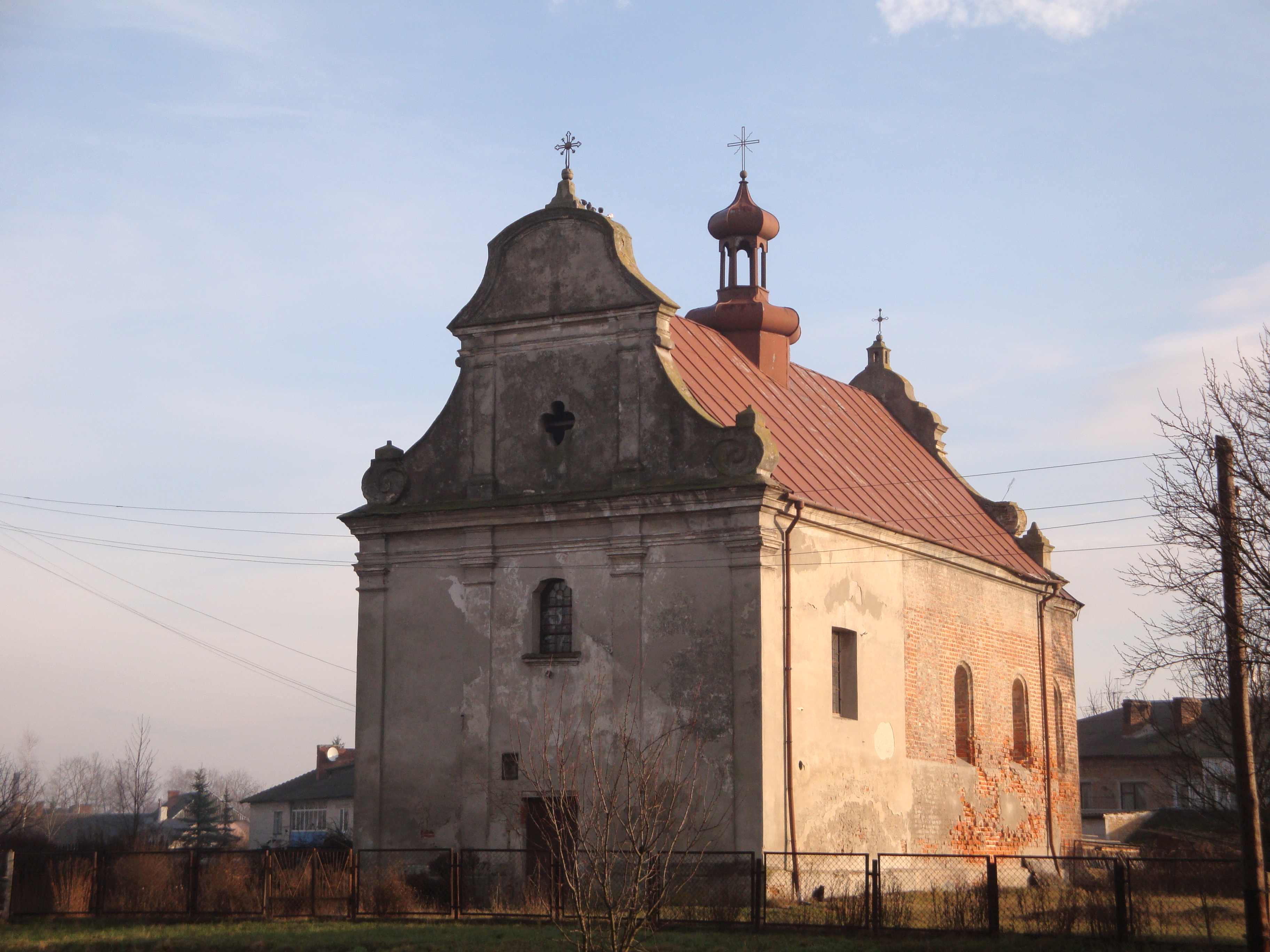
Église catholique de la Sainte-Trinité, 1640
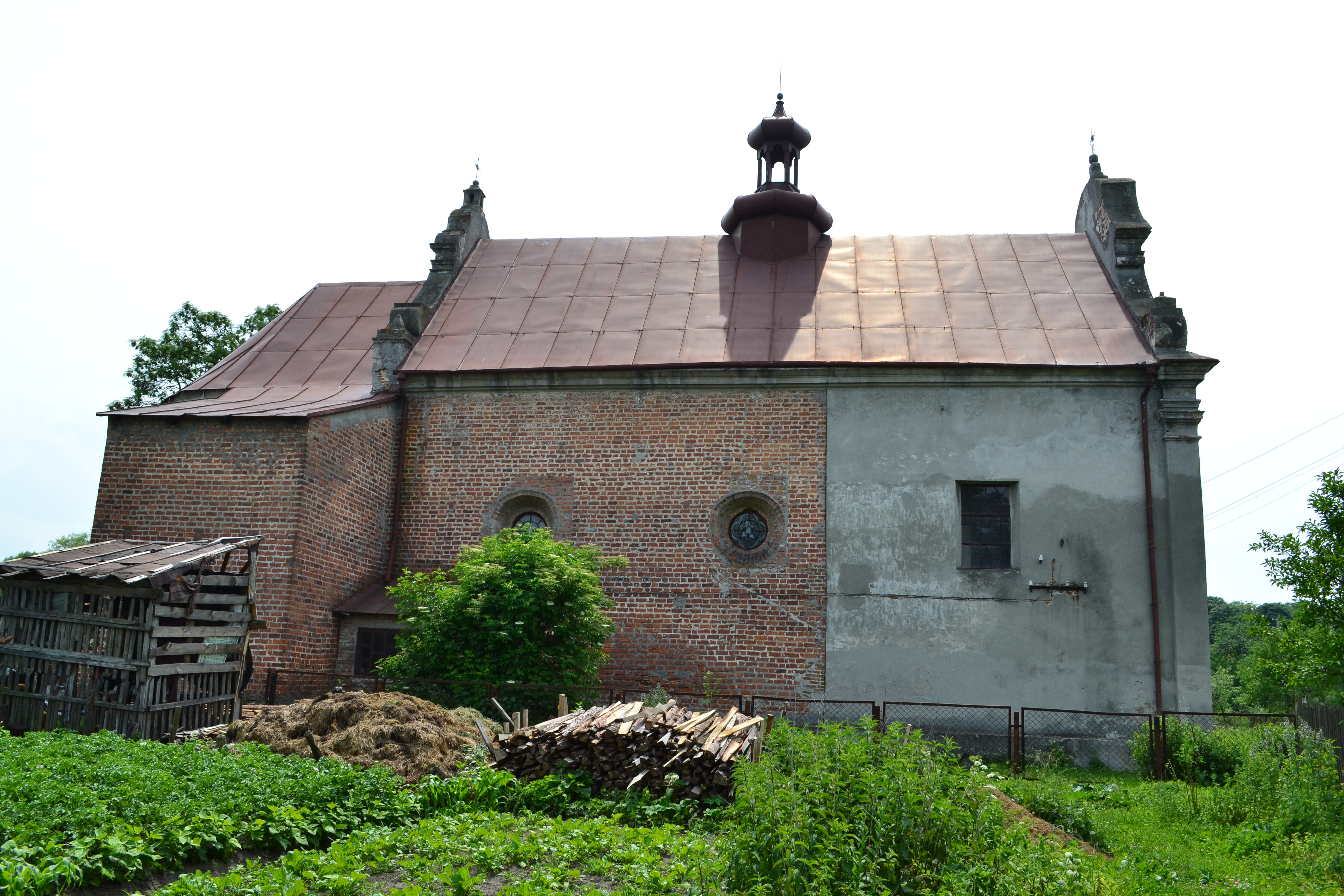
Côté de l'église de la Sainte-Trinité
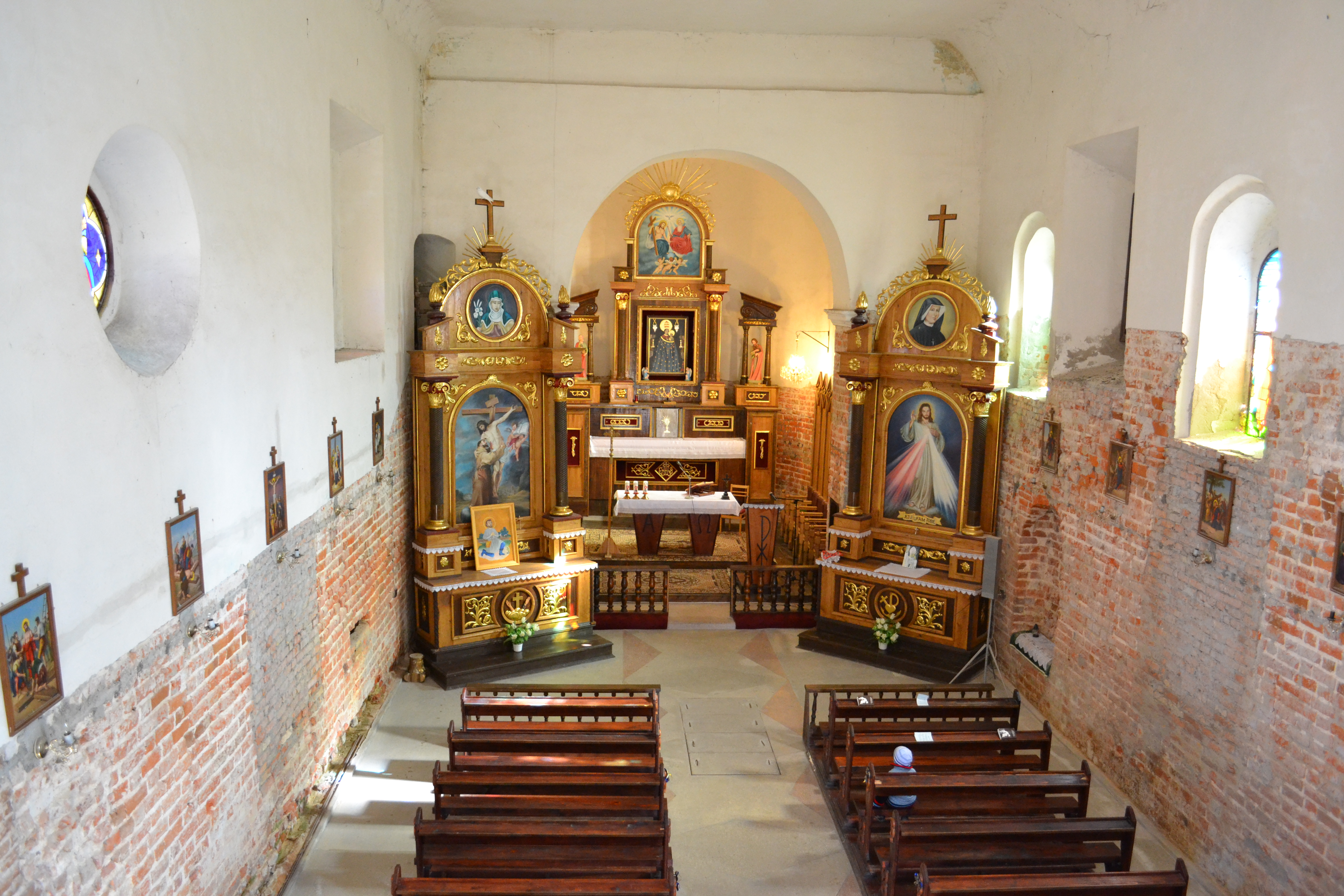
Intérieur de l'église de la Sainte-Trinité
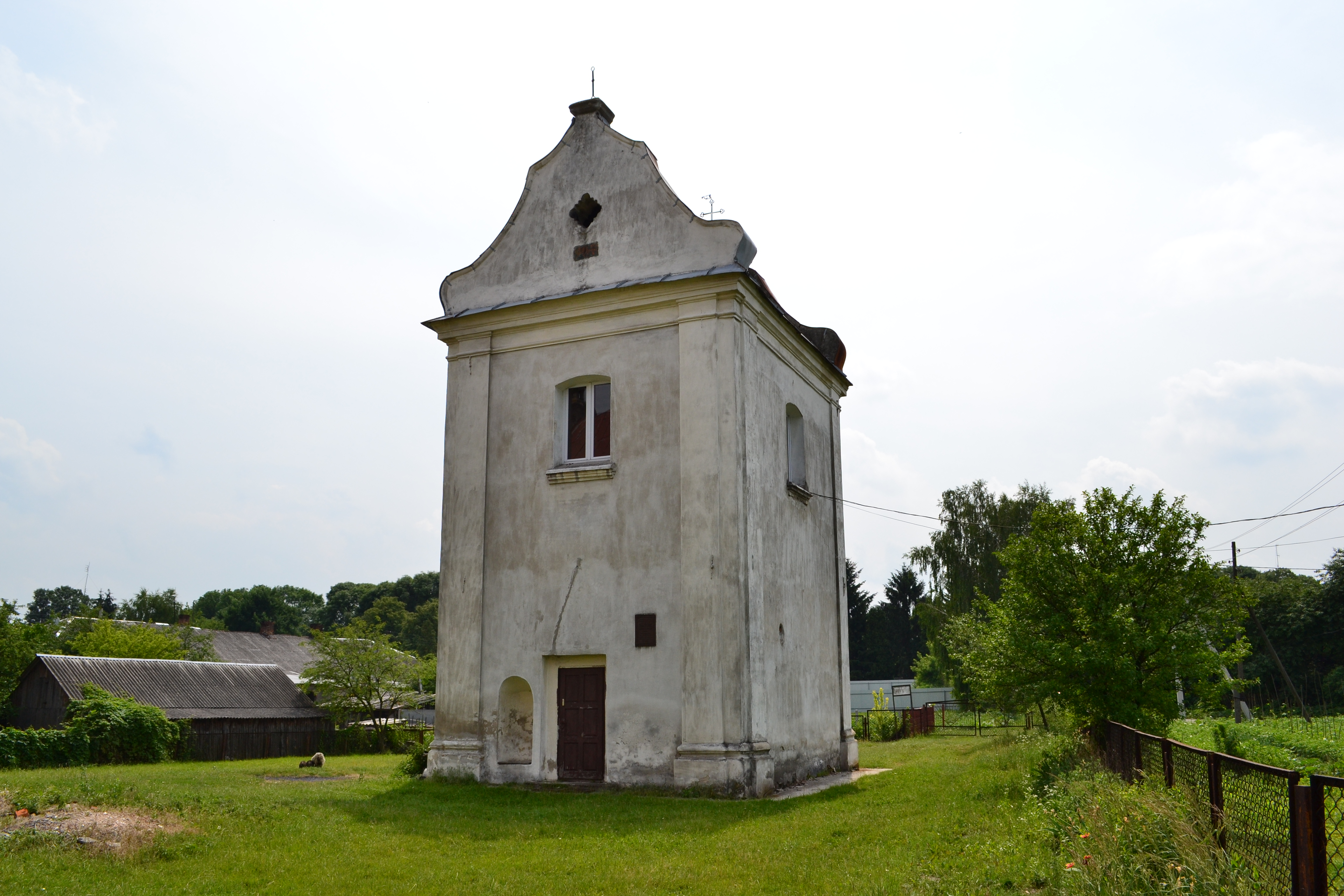
Clocher de l'église de la Sainte-Trinité
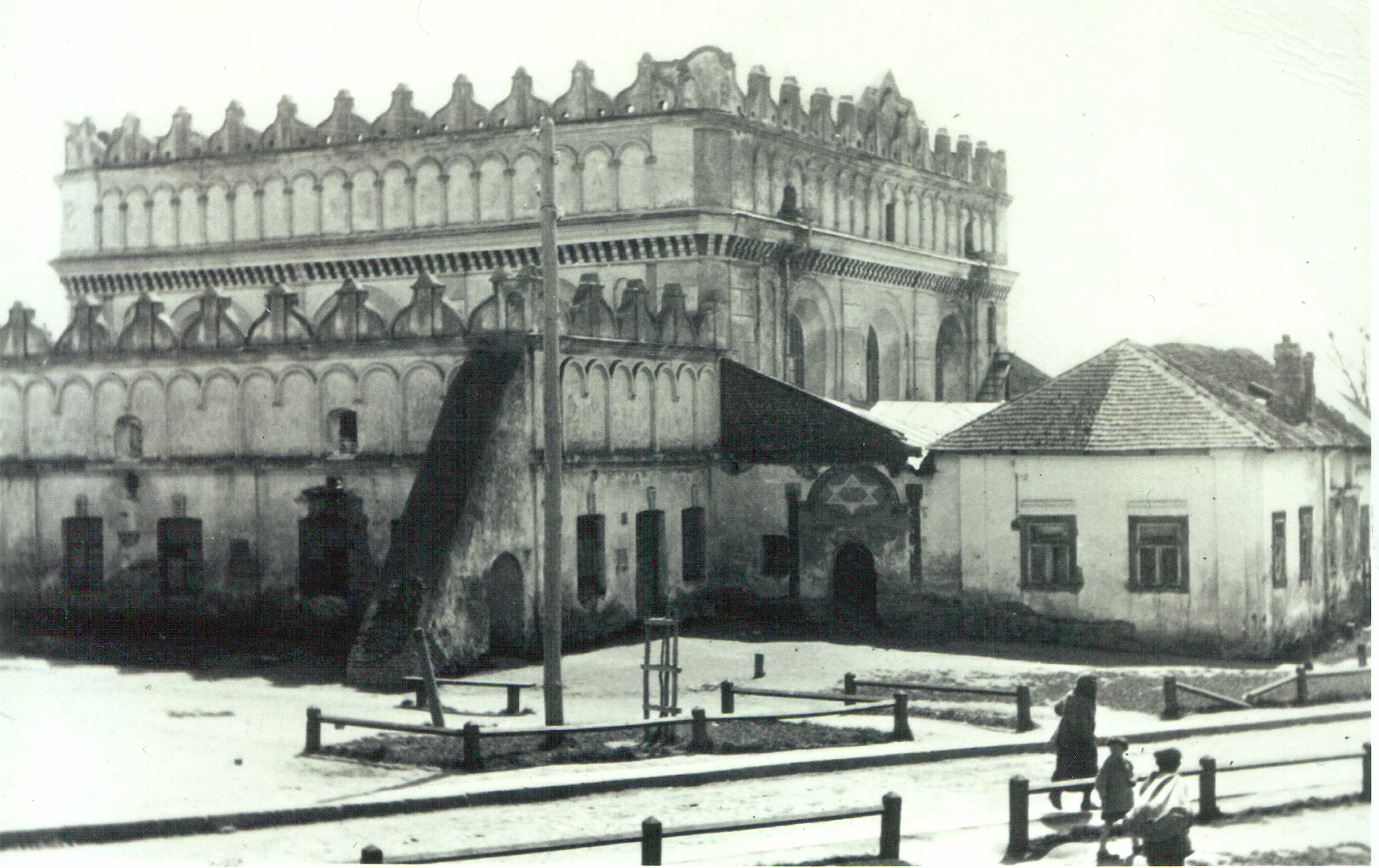
Synagogue de Liouboml détruite en 1947 (par les Soviétiques)